# Brian George
Brian George (Nahariya, 1º luglio 1952) è un attore e doppiatore israeliano naturalizzato britannico.

## Biografia
È nato in Israele da genitori ebrei immigrati dal Libano, con origini libanesi, indiane e irachene. Ha vissuto in India per i primi anni, tornando poi in Israele e trasferendosi poi nel Regno Unito.

## Carriera
Debuttò al cinema nel 1987 ma apparve in TV all'inizio degli anni '80.

## Filmografia

### Cinema
- Roxanne, regia di Fred Schepisi (1987)
- La corsa più pazza del mondo 2 (Speed Zone!), regia di Jim Drake (1989)
- Robin Hood - Un uomo in calzamaglia (Robin Hood: Men in Tights), regia di Mel Brooks (1993)
- Austin Powers - Il controspione (Austin Powers: International Man of Mystery), regia di Jay Roach (1997)
- L'ispettore Gadget (Inspector Gadget), regia di David Kellog (1999)
- Tentazioni d'amore (Keeping the Faith), regia di Edward Norton (2000)
- Ghost World, regia di Terry Zwigoff (2001)
- Bubble Boy, regia di Blair Hayes (2001)
- Scandalo a Londra (Touch of Pink), regia di Ian Iqbal Rashid (2004)
- Impiegato del mese (Employee of the Month), regia di Gregory Coolidge (2006)

### Televisione
- I gemelli Edison (The Edison Twins) - serie TV, 13 episodi (1982-1986)
- Sposati... con figli (Married... with Children) - serie TV, un episodio (1991)
- Seinfeld - serie TV, 3 episodi (1991-1998)
- In viaggio nel tempo (Quantum Leap) - serie TV, un episodio (1992)
- La tata (The Nanny) - serie TV, un episodio (1993)
- Melrose Place - serie TV, un episodio (1994)
- Blossom - Le avventure di una teenager - serie TV, un episodio (1994)
- Ellen - serie TV, 2 episodi (1995)
- Lois & Clark - Le nuove avventure di Superman (Lois & Clark: The New Adventures of Superman) - serie TV, un episodio (1997)
- Caroline in the City - serie TV, un episodio (1997)
- Star Trek: Deep Space Nine - serie TV, un episodio (1997)
- Crescere, che fatica! (Boy Meets World) - serie TV, un episodio (1997)
- X-Files (The X-Files) - serie TV, un episodio (2000)
- Star Trek: Voyager - serie TV, un episodio (2000)
- The Chris Isaak Show - serie TV (2001)
- Raven (That's So Raven) - serie TV, 2 episodi (2003-2006)
- Due uomini e mezzo (Two and a Half Men) - serie TV, un episodio (2005)
- One Tree Hill - serie TV, un episodio (2006)
- NCIS - Unità anticrimine (NCIS) - serie TV, un episodio (2007)
- The Big Bang Theory - serie TV, 14 episodi (2007-2019)
- 4400 (The 4400) - serie TV, un episodio (2007)
- Numb3rs - serie TV, un episodio (2005)
- La vita segreta di una teenager americana (The Secret Life of the American Teenager) - serie TV, 14 episodi (2008-2013)
- Grey's Anatomy - serie TV, un episodio (2010)
- The Mentalist - serie TV, un episodio (2010)
- NCIS: Los Angeles - serie TV, un episodio (2012)
- C'era una volta nel Paese delle Meraviglie (Once Upon a Time in Wonderland) - serie TV, 10 episodi (2013)
- Dog with a Blog - serie TV, un episodio (2013)
- Elementary - serie TV, 2 episodi (2015)
- The Expanse - serie TV (2015-2017)
- The Orville - serie TV, un episodio (2017)
- New Girl - serie TV, un episodio (2017)
- The Resident - serie TV, 4 episodi (2018)
- A casa di Raven (Raven's Home) - serie TV, 3 episodi (2018)

### Doppiaggio
- Gli orsetti del cuore - Il film, regia di Arna Selznick (1985)
- Batman & Mr. Freeze: SubZero, regia di Boyd Kirkland (1998)
- Batman: Under the Red Hood, regia di Brandon Vietti (2010)
- Hotel Transylvania, regia di Genndy Tartakovsky (2012)
- Postino Pat - Il film (Postman Pat: The Movie), regia di Mike Disa (2014)

## Doppiatori italiani
Nelle versioni in italiano delle opere in cui ha recitato, Brian George è stato doppiato da:
- Michele Kalamera in Raven (ep. 1x08), Dirty Love - Tutti pazzi per Jenny
- Giorgio Lopez in Raven (ep. 3x34), C'era una volta nel Paese delle Meraviglie
- Pierluigi Astore in NCIS: Los Angeles, The Expanse
- Ambrogio Colombo in Saved, North Shore
- Nino D'Agata in The Big Bang Theory (st. 1-5, 8)
- Mario Cordova in The Big Bang Theory (st. 10-12)
- Giuliano Santi in NCIS - Unità anticrimine
- Luigi Ferraro in Weeds
- Mino Caprio in Bubble Boy
- Pino Ammendola ne La corsa più pazza del mondo 2
- Paolo Marchese in X-Files
- Vittorio Congia in Beautiful
- Alessandro Rossi in Scandalo a Londra
- Fabrizio Temperini in Due uomini e mezzo
- Alberto Angrisano in Impiegato del mese
- Dario Penne in Grey's Anatomy
- Carlo Reali in CSI - Scena del crimine
- Gabriele Martini in The Mentalist
- Gianni Giuliano in Private Practice
- Paolo Buglioni in I Feel Bad
- Marco Balbi in La vera casa dei Loud